# Pablo Padilla Ramírez
Pablo Padilla Ramírez (* 1907; † unbekannt) war ein mexikanischer Botschafter.
Pablo Padilla Ramírez studierte am Instituto Tecnológico Autónomo de México.
Anschließend wurde er in der Leitung der Banco Nacional de Crédito Ejidal, S. A. de C. V. als Analyst beschäftigt. In der Folge war er stellvertretender Leiter der Control de Vigilancia de los Organismos Descentralizados y Empresas de Participación Estatal (Controlling der teilprivatisierten und dezentralisierten und Unternehmen). Anschließend wurde er in der Secretaría del Patrimonio Nacional, (SEPANAL), wie sich das mexikanische Energieministerium von 1958 bis 1976 bezeichnete beschäftigt. Des Weiteren war er geschäftsführender Assistent in der Generaldirektion der Industrias Negromex S.A. de C.V., eines Hersteller von Synthesekautschuk. In der Leitung des Gewerbeparks der Ciudad Sahagún begann er als Assistent der Direktion um später kaufmännischer Leiter zu werden. 1975 leitete Pablo Padilla Ramírez Fertilizantes Fosfatados Mexicanos S.A. einen Mineral-Düngerhersteller.
| Vorgänger                | Amt                                                                       | Nachfolger              |
| ------------------------ | ------------------------------------------------------------------------- | ----------------------- |
| Hugo Pedro González Lugo | Mexikanischer Botschafter in Jakarta 1. April 1971 bis 1. September 1971  | Juan Antonio Mérigo Aza |
| Federico Barrera Fuentes | Mexikanischer Botschafter in Manila 19. November 1971 bis 31. August 1972 | Ernesto Madero Vázquez  |